# Alois Lukášek
Alois Lukášek (12. října 1911 Zlatkov – 14. dubna 1984 Nedvědice pod Pernštejnem) byl český akademický malíř především krajinář, též přezdívaný malíř Českomoravské vrchoviny.

## Život
Alois Lukášek se narodil jako syn řídicího učitele v Zlatkově. V roce 1933 dokončil studia na učitelském ústavu v Žatci. Postupně působil jako učitel v Ostrově nad Oslavou, Mirošově, Daňkovicích, Zvoli, Nedvědici a Bystřici nad Pernštejnem. V letech 1945–1950 dálkově studoval Akademii výtvarných umění v Praze u profesorů Sychry a Nejedlého. Od roku 1949 žil v Nedvědici, kde působil mimo jiné jako ředitel školy. Od roku 1964 pracoval jako samostatný výtvarník. Maloval především Českomoravskou vysočinu a zátiší, vystavoval i v zahraničí.

## Ocenění
- 1977 – titul „Zasloužilý umělec“